# Odrovice
Odrovice (deutsch Odrowitz) ist eine Gemeinde im Jihomoravský kraj (Region Südmähren), Okres Brno-venkov (Kreis Brünn-Land) in der Tschechischen Republik. Der Ort ist als Zeilendorf angelegt.

## Geographie
Die Nachbarorte sind im Norden Malešovice (Malspitz), im Süden Pohořelice (Pohrlitz), im Westen Loděnice (Lodenitz) und im Osten Smolín (Mohleis).

## Geschichte
Im 11. bis 13. Jahrhundert kam es zu einer großen Siedlungsbewegung von West nach Ost. Mähren wurde von 1031 bis 1305 von der Dynastie der Přemysliden regiert. Um größere Gebiete landwirtschaftlich zu nutzen und damit höhere Erträge zu erzielen, bewarben sie die Kolonisten zum Beispiel mit zehn Jahre Steuerfreiheit (deutsches Siedlerrecht). Bis zum Jahre 1150 wurde das Gebiet um Mikulov (Nikolsburg) und Znojmo (Znaim) von deutschen Einwanderern aus Niederösterreich besiedelt. Die Anlage des Dorfes sowie die ui-Mundart bekunden, dass sie ursprünglich aus den bairischen Gebieten der Bistümer Regensburg und Passau stammten. Sie brachten neue landwirtschaftliche Geräte mit und führten die ertragreiche Dreifelderwirtschaft ein.
Urkundlich wurde der Ort erstmals bei der Gründung des Klosters Bruck im Jahre 1190 genannt. Infolge der Pest verödete der Ort im Jahre 1521. Odrowitz gehörte bis 1540 zum Prämonstratenserstift Klosterbruck und war nach Malspitz eingepfarrt. 1578 gehörte Odrowitz zum Gut Wostitz. Nach der Niederschlagung des Ständeaufstands in Böhmen wurde das Gut der aufständischen Adeligen konfisziert und verkauft. So wurde Odrowitz im Jahre 1622 von Kardinal Franz von Dietrichstein erworben. In dieser Zeit war der Weinbau im Ort eine wichtige Einnahmequelle. Seit Ende des 18. Jahrhunderts bis zum Jahre 1848 bestand in Dorf ein parzellierter Gutsbetrieb der Herrschaft. Im Jahre 1822 zerstörte ein Großbrand den gesamten Ort. Durch das Eröffnen einer Schule konnten die Kinder von Odrowitz ab 1878 im eigenen Ort zur Schule gehen. Vorher waren diese in Malspitz eingeschult gewesen. Im Jahre 1910 wurde eine Ortsbücherei eingerichtet. Ebenso war im Ort eine Milchsammelstelle vorhanden. Der Bewohner von Odrowitz lebten größtenteils von der Landwirtschaft. Hierbei wurden neben verschiedener Getreidearten auch Raps, Mais, Kartoffeln, Zuckerrüben, Obst und Gemüse angepflanzt. Matriken werden seit 1634 geführt. Onlinesuche über das Landesarchiv Brünn. Ein digitales Ortsfamilienbuch von Odrowitz wurde 2020 erstmals als integrierter Teil des Ortsfamilienbuchs Malspitz publiziert.
Nach dem Ersten Weltkrieg kam der zuvor zu Österreich-Ungarn gehörende Ort, der 1910 zu 99,7 % von Deutschmährern bewohnt wurde, durch den Vertrag von Saint-Germain zur Tschechoslowakei. Durch die Neubesetzung von Beamtenposten und Siedler kam es in der Zwischenkriegszeit zu einem Zuzug von Personen tschechischer Nationalität. Diese Maßnahmen verschärften die Spannungen zwischen der deutschen und tschechischen Bevölkerung. Durch das Münchner Abkommen wurde Odrowitz mit 1. Oktober 1938 ein Teil des deutschen Reichsgaus Niederdonau, wie Niederösterreich damals genannt wurde. Die Elektrifizierung des Ortes erfolgte im Jahre 1921.
Nach dem Ende des Zweiten Weltkrieges 8. Mai 1945, der 10 Kriegsopfer forderte, kam die Gemeinde wieder zur Tschechoslowakei zurück. Die deutschen Bewohner wurden 1945 als Folge des Krieges enteignet und größtenteils vertrieben.
In Übereinstimmung mit den ursprünglichen Überführungs-Zielen des Potsdamer Protokolls verlangte die Rote Armee den Abschub aller Sudetendeutschen aus Österreich nach Deutschland. Von den Odrowitzern konnten trotzdem 10 Familien in Österreich verbleiben, während die anderen Ortsbewohner nach Deutschland weitertransferiert wurden. Je eine Person wanderte nach Südamerika, in die USA und nach Australien aus. Der Ort wurde wieder neu besiedelt.
Im Jahre 1976 wurde die Nachbargemeinde Malešovice (Malspitz) in Odrovice eingemeindet.

## Wappen und Siegel
Das älteste Siegel des Ortes stammte aus dem Jahre 1618. Es zeigte in einer Umschrift einen gespalteten Schild, dessen vordere Hälfte ein Pflugeisen über einem Pflugmesser und einer Ähre zeigte, während die hintere Hälfte ein Rebmesser und eine Weintraube enthielt.
Im Jahre 1695 wurde ein weiterer Siegel erstellt. Es zeigt in einem Blattkranz die Umschrift "SIGILL VM *DER*GEMEIN*IN*ODERWITZ". Darin ein ungeteilter Barockschild mit einem Pflugeisen, beseitet von einem Rebmesser und einer Weintraube.

## Bevölkerungsentwicklung
| Volkszählung | Häuser | Einwohner insgesamt | Volkszugehörigkeit der Einwohner | Volkszugehörigkeit der Einwohner | Volkszugehörigkeit der Einwohner |
| Jahr         | Häuser | Einwohner insgesamt | Deutsche                         | Tschechen                        | Andere                           |
| ------------ | ------ | ------------------- | -------------------------------- | -------------------------------- | -------------------------------- |
| 1793         | 50     | 248                 |                                  |                                  |                                  |
| 1836         | 52     | 293                 |                                  |                                  |                                  |
| 1869         | 54     | 277                 |                                  |                                  |                                  |
| 1880         | 55     | 324                 | 301                              | 23                               | 0                                |
| 1890         | 56     | 305                 | 285                              | 20                               | 0                                |
| 1900         | 58     | 310                 | 292                              | 17                               | 1                                |
| 1910         | 60     | 326                 | 325                              | 1                                | 0                                |
| 1921         | 59     | 311                 | 276                              | 28                               | 7                                |
| 1930         | 62     | 271                 | 254                              | 16                               | 1                                |
| 1939         |        | 261                 |                                  |                                  |                                  |

## Sehenswürdigkeiten
- Filialkirche Seligste Jungfrau Maria von 1900 mit Friedhof,
- Pestsäule (1521), 1923 renoviert
- Marterl aus dem Dreißigjährigen Krieg und drei Feldkreuze